# Rhaphidophora sulcata
Rhaphidophora sulcata — вид квіткових рослин із родини Araceae, роду Rhaphidophora. Це ліана, рідним ареалом якої є пд. В'єтнам.